# Rivière Mastigouche
Pour les articles homonymes, voir Mastigouche.
La rivière Mastigouche coule dans la municipalité de Mandeville, dans la municipalité régionale de comté (MRC) D'Autray, dans la région administrative de Lanaudière, au Québec, au Canada.

## Géographie
Longue de 58,2 km, la rivière Mastigouche prend sa source au lac du Mardi, dans le zec des Nymphes, dans la municipalité de Saint-Zénon, dans la municipalité régionale de comté (MRC) de Matawinie. Long de 0,6 km et large de 460 m, ce lac situé en zone forestière se décharge du côté sud-est. Ce lac est situé à plus de 16 km au sud-est de la municipalité de Saint-Michel-des-Saints et du réservoir Taureau. La rivière draine une partie de la réserve faunique Mastigouche. La rivière traverse les lacs Mastigouche, Hénault et Sainte-Rose.
Parcours de la rivière en aval du lac du Mardi
À partir de l'embouchure du lac du Mardi, la rivière Mastigouche coule dans le zec des Nymphes sur (segment de 10,1 km) :
- 1,5 km vers l'est en traversant un petit lac (long de 230 m), jusqu'à un petit lac (altitude : 466 m), lequel reçoit du côté nord les eaux de la décharge du lac Lorio (une zone marécageuse) ;
- 1,1 km vers le sud-est jusqu'à la décharge du lac Dizis, venant du nord ;
- 1,0 km vers le sud-est jusqu'à la décharge du lac Bezier, venant du nord ;
- 2,0 km vers l'est jusqu'à la baie nord-ouest du lac Mastigouche ;
- 4,5 km vers le sud-est, en traversant le lac Mastigouche sur sa plein longueur, jusqu'à l'embouchure située à l'extrême sud-est. Le lac Mastigouche est le plus important plan d'eau drainé par la rivière Mastigouche. Ce lac reçoit les eaux du lac Casson situé à l'est.

Parcours de la rivière en aval du lac Mastigouche
À partir de l'embouchure du lac Mastigouche, la rivière Mastigouche coule dans la zec des Nymphes dans Saint-Zénon sur (segment de 14,8 km) :
- 0,6 km vers le sud jusqu'à la décharge du lac Carotte, venant de l'ouest ;
- 2,7 km vers le sud jusqu'à la décharge du lac du Merisier, venant de l'ouest ;
- 0,7 km vers le sud-est jusqu'à la décharge du lac Ernest ;
- 0,4 km vers l'est jusqu'à la décharge du lac Martin ;
- 0,4 km vers le sud-est jusqu'à la décharge des lacs Boisvert et Vert, venant du sud ;
- 0,6 km vers le nord jusqu'à la décharge d'un lac sans nom, venant du nord ;
- 5,4 km vers l'est jusqu'à la décharge du lac des Aulnes, venant du nord ;
- 0,6 km vers le nord-est jusqu'à la décharge d'un lac sans nom, venant du nord ;
- 0,3 km vers l'est jusqu'à la décharge d'un lac sans nom, venant du nord-est ;
- 3,1 km vers le sud-est en traversant une zone de marécages, jusqu'à la décharge du lac de la Balance, vernant du sud-ouest.

Parcours en aval de la zone de marécages
À partir de la zone de marécages, la rivière Mastigouche coule dans Mandeville sur (segment de 10,2 km) :
- 1,1 km vers l'est, traversant une zone de marécages, jusqu'à la décharge du lac des Escargots, venant du nord ;
- 0,3 km vers le sud-est, jusqu'à la décharge d'un lac sans nom et du lac du Tamias ;
- 0,5 km vers le sud, jusqu'à la décharge du lac Patoche, venant du sud-ouest ;
- 2,0 km vers le sud-est en traversant quatre chutes, jusqu'à la décharge du lac Dalonne, venant du sud-ouest ;
- 2,6 km vers le sud-est, jusqu'à la décharge du lac Baptiste, venant du nord ;
- 1,8 km vers le sud-est, en passant sous le pont de la route forestière, jusqu'au lac Sainte-Rose ;
- 1,9 km vers le sud-est, en traversant sur sa pleine longueur le lac Sainte-Rose, en passant sous le pont routier (près de l'embouchure), jusqu'à son embouchure située au sud-est. La villégiature autour du lac Sainte-Rose est très développée, excepté du côté est, à cause des falaises de montagnes.

Parcours de la rivière en aval du lac Sainte-Rose
À partir de l'embouchure du lac Sainte-Rose, la rivière Mastigouche coule dans Mandeville sur (segment de 23,1 km) :
- 2,3 km vers le sud-est en passant sous le pont des Menteurs, jusqu'au lac Hénault ;
- 2,0 km vers le sud-est en traversant le lac Hénault (long de 2,5 km ; altitude : 201 m), jusqu'à son embouchure située au sud du lac ;
- 1,6 km vers le sud-est jusqu'à la Branche à Gauche (venant de l'ouest) et la rivière Mastigouche Nord (venant du nord-est) ;
- 3,7 km vers l'est, jusqu'à la décharge du lac Champagne, venant du nord-est ;
- 2,0 km vers le sud, jusqu'à la décharge du lac Creux ;
- 11,5 km vers le sud, jusqu'au village de Mandeville, puis vers le sud-ouest, jusqu'à l'embouchure de la rivière, qui se déverse sur la rive nord du lac Maskinongé.

## Toponymie
Le nom Mastigouche désigne :
- deux lacs : lac Mastigouche et Petit lac Mastigouche,
- deux rivières : Mastigouche et Mastigouche nord,
- une réserve faunique,
- un pont,
- un rang,
- un barrage,
- une rue.

Le terme Mastigouche est dérivé de l'algonquin ou de l'atikamekw mistikush. Ce terme signifie : là où le bois est petit. Ce toponyme est en usage depuis le XIXe siècle. En 1834, l'arpenteur J. Martin fait référence à la Riv. Mastgoch sur son plan du canton de Peterborough. La graphie Mastigouche est utilisé dans un rapport d'arpentage de 1854. À la fin du XIXe siècle, les graphies Mastigoche et Mastigouche sont utilisées couramment dans les documents du secteur.
Le toponyme rivière Mastigouche a été officialisé le 5 décembre 1968 à la Banque des noms de lieux de la Commission de toponymie du Québec.